# 斯雷德·戈登
斯雷德·戈登（英語：Slade Gorton；1928年1月8日—2020年8月19日）是美國的一位政治人物。在1981年至1987年和1989年至2011年期間，他是華盛頓州的兩位參議院議員之一。他的黨籍是共和黨。戈登出生在芝加哥，曾在1945年至1946年期間在美國軍隊服役。曾于1991年提案《1992年中国学生保护法案》。